# Suzuki Shin'ichi I
Suzuki Shin'ichi I est un nom japonais traditionnel ; le nom de famille (ou le nom d'école), Suzuki, précède donc le prénom (ou le nom d'artiste).
Suzuki Shin'ichi I (鈴木 真一, 1835–1918) est le plus ancien photographe japonais reconnu comme tel.

## Biographie
Troisième fils d'une famille appelée Takahashi à Iwashina (au XXe siècle, Matsuzaki, dans la préfecture de Shizuoka) en juillet 1835. Ses deux parents meurent pendant son enfance, et, en 1854, il entre dans la famille Suzuki de Shimoda en épousant la fille de Yoshichi Suzuki qui travaillait dans l'entreprise familiale de aramono. La même année, un important tsunami (provoqué par l'un des grands tremblements de terre d'Ansei) détruit le bâtiment et met fin à son activité. 
Travaillant tout d'abord dans la sériciculture, Suzuki se rend souvent à Yokohama où il devient apprenti dans le studio photographique de Shimooka Renjō en 1867. En 1872–1873, il est commissionné par John Reddie Black, l'éditeur du périodique The Far East, pour réaliser une série de photographies illustrant la vie dans les campagnes. Ces clichés continuent à paraitre dans les albums de Suzuki jusqu'aux années 1880. En novembre 1873, Suzuki fonde son propre studio, réalisant des portraits et des albums de souvenirs. La même année, Keizō Okamoto 岡本圭三, le successeur de son studio à Shimooka, épouse la fille de Suzuki et il entre ainsi dans la famille Suzuki. Okamo devient alors Suzuki Shin'ichi II, et le vieux photographe change son propre nom. À cette époque, Suzuki étudie la photographie auprès de Yokoyama Matsusaburo. En 1884, il s'installe dans un studio tout neuf dans un bâtiment de style occidental à deux étages. Un studio annexe est ouvert dans le quartier de Kudanzaka à Tokyo, dirigé par Suzuki II. Les photographies de Suzuki sont très appréciées et il gagne une récompense en 1877, et, en 1889, lui et Maruki Riyō sont commissionnés pour photographier l'empereur Meiji et sa femme. Les acheteurs de ses clichés sont pour la plupart des touristes ou des étrangers vivant au Japon, et, en plus de ces ventes, ses photographies sont distribuées par Sargent, Farsari & Co.. Son studio publie au début des années 1880 dans le Guide Keeling du Japon, et dans le Japan Directory jusqu'en 1908, proposant des daguerréotypes, des photographies (dont des grands formats à l'albumine colorés à la main) et de la photographie imprimée sur de la porcelaine (une idée de Suzuki), en vente pour douze yens chacune. À partir de 1893, le studio de Yokohama est dirigé par Izaburō, le fils de Suzuki. Suzuki Shin'ichi se retire de la vie active en 1892 et meurt en décembre 1918 à l'âge de 83 ans.